# Imma melanosphena
Imma melanosphena is een vlinder uit de familie van de Immidae. De wetenschappelijke naam van de soort is voor het eerst geldig gepubliceerd in 1918 door Edward Meyrick.